# Lékoni
léconi est une ville du Gabon située dans la province du Haut-Ogooué, chef-lieu du département des Plateaux. Sa population est estimée à 4 669 habitants en 2010.

## Source
- (en) Cet article est partiellement ou en totalité issu de l’article de Wikipédia en anglais intitulé « Leconi, Gabon » (voir la liste des auteurs).